# Berlin, North Dakota
Berlin är en ort (city) i LaMoure County i delstaten North Dakota i USA. Orten hade 31 invånare, på en yta av 0,25 km² (2020). Berlin grundades år 1887.

## Kända personer från Berlin
- Milton Young, politiker